# Comté de Lethbridge

Comté de Lethbridge

Le comté de Lethbridge (anglais : Lethbridge County) est un district municipal situé dans la province d'Alberta, au Canada.

## Communautés et localités
Cités
- Lethbridge

Bourgs
- Coaldale
- Coalhurst
- Picture Butte

Villages
- Barons
- Nobleford

Hameaux
- Chin
- Diamond City
- Fairview
- Iron Springs
- Monarch
- Shaughnessy
- Turin

Localités
- Agriculture Research
- Albion Ridge
- Broxburn
- Commerce
- Eastview Acres
- Ghent
- Kipp
- Lenzie
- McDermott
- Piyami
- Stewart
- Stewart Siding
- Sunset Acres
- Tempest
- Tennion
- Westview Acres
- Whitney
- Wilson

## Démographie
| 2011   | 2016   |
| ------ | ------ |
| 10 046 | 10 353 |